# Čao Portorož (glasbena skupina)
Čao Portorož je slovenska rock skupina. Aktivna je od leta 2009. Poleg v slovenščini pojejo tudi v angleščini, francoščini in bosanščini. Njihova besedila so preprosta in pogosto kar fragmentarna. Izdali so tri studijske albume, dva z naslovom Čao Portorož (enega leta 2011, drugega leta 2013) in Pop leta 2020.
Po nekaj letih neodzivnosti je decembra skupina izdala singl "Cocks on the Rocks", ki je zabeležil spremembo glasbenega sloga skupine v smeri bolj elektronske oz. synthpopovsko naravnane glasbe z uporabo sintesajzerjev in vocoderja. Januarja 2020 je tako izšel skupinin tretji album z naslovom Pop. Skupina bo nastopila tudi na festivalu Ment febuarja 2020.

## Aktivni člani
- Gregor Andolšek — vokal, kitara
- Ivian Kan Mujezinović — bas kitara, vokal
- Jan Kmet — bobni, vokal

## Diskografija
Studijski albumi
- Čao Portorož (2011, samozaložba)
- Čao Portorož (2013, Kapa Records)
- Pop (2020, Kapa Records)
- Design (2024, Kapa Records)